# Niepożądane działanie leku
Niepożądane działanie leku, niepożądana reakcja polekowa, potocznie skutek uboczny lub efekt uboczny – każda szkodliwa i niezamierzona reakcja, która występuje po podaniu określonego leku w dawce terapeutycznej w celu profilaktyki, ustalenia rozpoznania lub leczenia, niezależnie od drogi podania, a także z błędnego stosowania i ze stosowania poza warunkami 
określonymi w pozwoleniu na dopuszczenie do obrotu, w tym ze stosowania 
niezgodnego z przeznaczeniem i z nadużywania produktu leczniczego. Badaniem niepożądanych działań leków zajmuje się farmakosologia.
Działania niepożądane leków są bardzo różne i zależą od wielu czynników. W zasadzie nie istnieją leki całkowicie pozbawione tego typu działań. O przydatności leku w terapii konkretnego schorzenia decyduje bilans korzyści i strat wywoływanych przez ten lek. Istnienie działań niepożądanych leków jest jednym z głównych motorów przemysłu farmaceutycznego, napędzającym go do opracowywania nowych specyfików.
Niepożądane reakcje wynoszą od 3–25% przypadków zastosowania leku, z czego 0,01–0,1% (według danych amerykańskich nawet 0,32%) reakcje te mogą doprowadzić do zgonu.
Są one przyczyną 5% wszystkich hospitalizacji i występują u 10–20% hospitalizowanych. W 1996 były czwartą co do częstości przyczyną zgonów w Stanach Zjednoczonych (ponad 100 000 zgonów).

## Klasyfikacja kliniczna działań niepożądanych

### Typ A (ang.augmented drug action)
Działania uboczne, które można przewidzieć – wynikają z mechanizmu działania farmakologicznego. Ich nasilenie zależy od zastosowanej dawki. Ustępują po zmniejszeniu dawki lub odstawieniu leku. Przykłady:
- kaszel po lekach obniżających ciśnienie krwi z grupy I-ACE
- krwawienia po przedawkowaniu leków przeciwzakrzepowych
- hemoliza krwinek po zastosowaniu rybawiryny

Do działań niepożądanych z grupy A zalicza się także działania wynikające z interakcji leków, które da się przewidzieć, np. efekty uboczne spowodowane zwiększeniem się stężenia jakiegoś leku w surowicy, na skutek jego wypierania z połączeń z białkami przez zastosowany jednocześnie kwas acetylosalicylowy.
Działania tego typu stanowią ok. 70–80% wszystkich obserwowanych działań ubocznych leków.

### Typ B (ang.bizzare patient reaction)
Działania uboczne nieprzewidywalne, niezależne od podanej dawki leku. Działania te nie wynikają z mechanizmu działania farmakologicznego. Często są wynikiem reakcji immunologicznej (uczulenia) na lek. Przykłady:
- uszkodzenia szpiku po zastosowaniu chloramfenikolu
- zespół Stevensa-Johnsona po sulfonamidach
- uszkodzenie tarczycy po interferonie

Działania tego typu stanowią ok. 20% wszystkich obserwowanych działań niepożądanych leków i często są przyczyną wycofania leku z obrotu, lub ograniczeń w jego stosowaniu.

### Typ C (ang.chronic use)
Działania uboczne występujące po długotrwałym stosowaniu leku (najczęściej w terapii chorób przewlekłych). Mechanizm ich powstawania najczęściej jest znany i wynika z właściwości farmakologicznych leku. Przykłady:
- uszkodzenie wątroby po przewlekłym stosowaniu paracetamolu
- choroba wrzodowa po przewlekłym stosowaniu niesterydowych leków przeciwzapalnych

### Typ D (ang.delayed)
Działania uboczne pojawiające się po długim czasie od zastosowania leku, niezależnie od tego jak długo stosowany był sam lek. Przykłady:
- działanie teratogenne talidomidu

### Typ E (ang.end of use)
Działanie niepożądane występujące po nagłym odstawieniu leku. Zwykle jest to po prostu zaostrzenie choroby, następujące po zaniechaniu terapii. Leki wykazujące działania niepożądane typu E powodują zwiększenie (zaostrzenie) objawów choroby po odstawieniu leku ponad poziom na którym te objawy byłyby, gdyby leku w ogóle nie zastosowano. Przykłady:
- zwiększenie poziomu gastryny prowadzące do wyrzutu kwasu solnego w żołądku po odstawieniu antagonistów receptorów H2 w żołądku (leków hamujących wydzielanie kwasu solnego)

Tego typu działaniom niepożądanym leków łatwo zapobiec – wystarczy odstawiać leki powoli, stopniowo zmniejszając dawkę.

### Typ F (ang.failure of therapy)
Do tego typu zalicza się sytuacje, gdy leczenie jest nieskuteczne z powodu niespodziewanej oporności na lek.

## Stopień nasilenia działania niepożądanego leku (SeverityGrade)
Stopień 1 to działanie łagodne przy którym brak jest objawów lub występują łagodne objawy. Mogą to być tylko obserwacje kliniczne lub diagnostyczne, a  interwencja lekarska jest niewskazana. 
Stopień 2 obejmuje działania o nasileniu umiarkowanym, przy których wskazana jest minimalna, miejscowa lub nieinwazyjna interwencja. 
Stopień 3, to ciężkie lub istotne z medycznego punktu widzenia działanie niepożądane leku, ale nie zagrażające życiu, przy którym wskazana jest hospitalizacja lub przedłużenie istniejącej hospitalizacji, lub działanie niepożądane mogące prowadzić do niesprawności.
Stopień 4 to stan zagrażający życiu, wymagający pilnej interwencji. 
Stopień 5 opisany jest jako zgon spowodowany zdarzeniem niepożądanym. 
Istotne są również szczegółowe kryteria, według których działanie niepożądane uznawane jest za ciężkie – jest to każde działanie niepożądane bez względu na zastosowaną dawkę, które powoduje:
- zgon pacjenta
- zagrożenie życia
- konieczność leczenia szpitalnego lub jego przedłużenie
- trwale lub znaczne inwalidztwo
- wady rozwojowe płodu
- inne, które lekarz według swojego stanu wiedzy uzna za ciężkie.

## Częstość występowania działań niepożądanych
Częstość występowania działań niepożądanych określana jest na podstawie kalkulacji opartej na danych z badań klinicznych, badań porejestracyjnych i danych z monitorowania spontanicznego. Częstość opisuje się w następujący sposób: bardzo często (≥1/10), często (≥1/100 do <1/10), niezbyt często (≥1/1 000 do <1/100), rzadko (≥1/10 000 do<1/1000), bardzo rzadko (<1/10 000) oraz częstość nieznana – gdy nie może być określona na podstawie dostępnych danych. 

## Leki dodatkowo monitorowane
Są one oznaczone symbolem czarnego odwróconego trójkąta, a w wykazie tym znajdują się leki zawierające nowe substancje czynne (dopuszczone do obrotu w UE po 1 stycznia 2011 r.), leki biologiczne, leki dopuszczone do obrotu warunkowo lub w wyjątkowych okolicznościach oraz leki, dla których podmiot odpowiedzialny jest zobowiązany do przeprowadzenia dodatkowych badań (np. danych dotyczących długotrwałego stosowania lub rzadko występujących działań niepożądanych obserwowanych podczas badań klinicznych). Leki te podlegają procedurze dodatkowego monitorowania przez pięć lat lub do czasu podjęcia przez Komitet ds. Oceny Ryzyka w ramach Nadzoru nad Bezpieczeństwem Farmakoterapii EMA (PRAC) decyzji o usunięciu danego leku z wykazu. Wykaz jest weryfikowany co miesiąc i jest dostępny na stronie internetowej Europejskiej Agencji Leków.

## Zgłaszanie działań niepożądanych
Zgłoszenie niepożądanej reakcji polekowej jest obowiązkiem każdego pracownika opieki zdrowotnej.
Zobowiązują do tego następujące akty prawne:
- ustawa z dnia 5 grudnia 1996 o zawodzie lekarza
- ustawa z dnia 6 września 2001 Prawo Farmaceutyczne
- rozporządzenie Ministra Zdrowia z dnia 17 lutego 2003 w sprawie monitorowania bezpieczeństwa produktów leczniczych,
- dyrektywa Unii Europejskiej 2010/84/UE.

W Polsce istnieje kilka ośrodków regionalnych, właściwych dla danego województwa, monitorujących działania niepożądane leków. Dla przykładu jednostką monitorującą właściwą dla województwa pomorskiego jest Pracownia Monitorowania Działań Niepożądanych Leków przy Gdańskim Uniwersytecie Medycznym (www.dnl.gumed.edu.pl). Ośrodkom regionalnym należy przekazywać raporty opisujące wystąpienie niepożądanej reakcji. Zadaniem takich Ośrodków jest analiza bezpieczeństwa farmakoterapii na danym terenie. 
Działanie niepożądane może także  zostać bezpośrednio zgłoszone  podmiotowi odpowiedzialnemu za wprowadzenie na rynek leku lub substancji, a w przypadku niemożności jego ustalenia do Urzędu Rejestracji Produktów Leczniczych, Wyrobów Medycznych i Produktów Biobójczych.  
Zgłoszenia są następnie przekazywane do międzynarodowej bazy danych, mieszczącej się w Uppsali w Szwecji.
Opis reakcji niepożądanej można przekazać ośrodkom regionalnym lub Urzędowi Rejestracji Leków za pomocą formularza elektronicznego (dostępnego na stronach URPLWBiPB, www.dnl.gumed.edu.pl), faksem oraz pocztą tradycyjną.